# 刈谷市立刈谷南中学校
刈谷市立刈谷南中学校（かりやしりつ かりやみなみちゅうがっこう）は、愛知県刈谷市住吉町にある公立中学校。刈谷市立亀城小学校（一部）、刈谷市立衣浦小学校、刈谷市立住吉小学校の児童が進学する。

## 歴史
碧海郡刈谷町時代の1947年（昭和22年）4月1日に、刈谷町立刈谷第一中学校として開校。1947年度には愛知県新制中学校野球大会と愛知県新制中学校サッカー大会の双方で優勝した。1952年度から1955年度には愛知県中学校サッカー選手権大会で4連覇を達成。1954年度には校旗と校歌を制定した。サッカー部は愛知県中学校総体サッカー競技で9回の優勝を誇る。1970年（昭和45年）には第1回全国中学校サッカー大会に出場し、1977年（昭和52年）にも同大会に出場した。

## 沿革
- 1947年（昭和22年）4月1日 - 刈谷町立刈谷第一中学校として開校[2]
- 1948年（昭和23年）3月18日 - 第1回卒業式挙行
- 1948年（昭和23年）9月1日 - 刈谷町立刈谷南中学校に名称変更[2]
- 1950年（昭和25年）4月1日- 刈谷町が市制施行して刈谷市となったため刈谷市立刈谷南中学校に名称変更
- 1988年（昭和63年）3月 - 新弓道場完成
- 1991年（平成3年）3月 - 南の風記念室オープン
- 2003年（平成15年）11月 - 応援キャラクター「カリナッちゃん」完成

出典 : 刈南の歴史

## 出身者
- 左右田稔 - 東建コーポレーション創業者・社長兼会長。[4]
- 鵜飼哲矢 - 建築家。[5]
- 鮎川義文 - プロ野球選手。[5]
- 伊熊博一 - プロ野球選手。[5]
- 原田政彦 - プロ野球選手。[5]
- 赤星憲広 - プロ野球選手。元阪神タイガース。[5]
- 吉田光範 - サッカー選手・サッカー指導者。元日本代表。[5]
- 光崎伸 - サッカー選手。清水エスパルス所属。[5]
- 平井瑞希 - 競泳選手。2024年パリオリンピック日本代表